# تيف
تيف TIFF وهي اختصار صيغة ملف الصور الموسومة (بالإنجليزية: Tagged Image File Format)‏ هو صيغة ملف لتخزين الصور، تحظى بشعبية كبيرة بين format for raster graphics in the نيكست ستيب operating system; this TIFF support carried over into أو إس 10.</ref> حاليا فإن شركة أدوبي سيستمز، التي استحوذت على شركة ألدوس، تملك حق المؤلف لمواصفات تيف. لم يتم إجراء تحديث رئيسي على تيف منذ عام 1992، ورغم أن عدة ملاحظات فنية تم نشرها من قبل ألدوس/أدوبي مع ملحقات طفيفة في الشكل، ومواصفات عدة، بما في ذلك TIFF/EP (ISO 12234-2)أو TIFF/IT (ISO 12639) أو TIFF-F (RFC 2306) و TIFF-FX-(RFC 3949)  وقد تم بناؤها على مواصفات تيف 6.0.